# Lange Ast
De Lange Ast is een helling in Ouwegem, een deelgemeente van Kruisem. De helling ligt op de topografische grens met Mullem, een deelgemeente van Oudenaarde. Ze bestaat uit kasseien en heeft een lengte van 400 meter.
De beklimming van de Lange Ast begint na een jaren 2010 gebouwd op -en afritcomplex bij de gewestweg N60, in de wijk Moriaanshoofd van Mullem, en gaat langs de windmolen Bekemolen om te eindigen aan de kruising met de Korte Aststraat op grondgebied Ouwegem (voorheen Zingem, thans Kruisem sinds de fusie van Kruishoutem en Zingem in 2019). De straat is daarna geasfalteerd en is ook vlak tot en met Huise, een deelgemeente van Kruisem. 
De top ligt op 40 meter hoogte en valt samen met de top van de Korte Aststraat. Het gemiddelde stijgingspercentage van de Lange Ast is 5,2%, het maximale stijgingspercentage is 7,2%.

## Wielrennen
De helling wordt in de lokale omlopen beklommen tijdens Nokere Koerse. Voordien werd de Lange Aststraat meermaals afgedaald tijdens onder andere de Ronde van Vlaanderen en de Omloop Het Nieuwsblad. Dit gebeurde ofwel na doortocht in Huise (volledige traject straat) of na doortocht in Mullem en bijbehorende beklimming van de Korte Aststraat (halve traject straat) richting Moriaanshoofd en N60. 
In 2025 wordt de helling als kasseistrook opgenomen in de eerste etappe van de Ronde van België.
De helling is als afdaling ook opgenomen in de gele lus van de recreatieve fietsroute Ronde van Vlaanderenroute.